# Nymphargus cochranae
La rana de cristal de Cochran (Nymphargus cochranae) es una especie de anfibio anuro de la familia Centrolenidae.

## Distribución geográfica y hábitat
Habita en las estribaciones amazónicas más bajas de la Cordillera Occidental de los Andes en Ecuador y Colombia, aunque su distribución en este segundo país requiere confirmación. Sus hábitats naturales son bosques lluviosos de montaña a lo largo de cursos fluviales con mucha pendiente. Se encuentra amenazada por la destrucción y degradación de su hábitat.